# Buskbukkelbær
Buskbukkelbær (Gaylussacia dumosa), også skrevet Busk-Bukkelbær, er en lav, løvfældende busk med hvide, krukkeformede blomster og blåsorte bær. Den er fuldstændigt hårdfør og kunne sagtens bruges i et surbundsbed, men arten er næsten ukendt i Danmark.

## Kendetegn
Buskbukkelbær er en lav busk med en opret vækst. Barken er først rødlig og dækket af krøllede hår, men senere bliver den grå og opsprækkende. Knopperne sidder spredt, og de er ægformede med tydelig spids og rødbrune skæl. Bladene er ovale til omvendt ægformede med fint takket rand. Oversiden er rynket og læderagtig, men blank og mørkegrøn, mens undersiden er lyst grågrøn. Høstfarven er rødbrun til rød. Blomstringen foregår i april-maj, hvor man finder blomsterne samlet i overhængende klaser fra grenvinklerne. De enkelte blomster er hvide og krukkeformede med sammenvoksede kronblade. Frugterne er blåsorte bær, som minder meget om blåbær i udseendet.
Rodsystemet består af en jordstængel og et fint trævlet rodnet. Planten evner at klare skovbrand og skyder meget tidligt frem efter branden.
Busken når en højde og bredde på ca. 0,75 m

## Hjemsted
Buskbukkelbær har sin naturlige udbredelse på kystsletten og bjergene fra Ontario i Canada til Florida i USA. Her findes den på fugtig og let tør, veldrænet bund med lavt pH og i let skygge.
I Acadia National Park, som ligger ved delstaten Maines sydvestvendte kyst mod Atlanterhavet, findes højmoser og bjergskråninger med åben træbevoksning  på sur, fugtig bund. Her lever arten sammen med bl.a. ene, revling, Aralia hispida (en art af aralie), banksfyr, begfyr, bregnepors, glansbladet rose, grønel, hedemelbærris, hindbær, krybende ene, lav blåbær, liden klokke, pennsylvansk weichsel, poppelbirk, prærietandbælg, smalbladet kalmia, sortfrugtet surbær, tretandet potentil, tyttebær og Viburnum nudum (en art af kvalkved)